# William Gilbert (scrittore)
William Gilbert (Bishopstoke, 20 maggio 1804 – 3 gennaio 1890) è stato uno scrittore britannico, e prima ancora medico chirurgo nella Royal Navy (Marina militare britannica). Egli è comunque meglio conosciuto come il padre di William Schwenck Gilbert lo scrittore e librettista britannico che fece parte del famoso duo Gilbert e Sullivan.

## Biografia
William Gilbert nacque a Bishopstoke da William, droghiere, e Sarah Mathers. Egli crebbe a Londra e più tardi si trasferì a Salisbury dove rimase fino alla morte. Si sposò per la prima volta con Mary Ann Skelton, che morì due anni dopo, e poi Ann Morris il 14 febbraio 1836. Gilbert passò molto del suo tempo di giovane uomo, viaggiando, e rimanendo a casa soltanto dopo la nascita di suo figlio. La famiglia si stabilì a Londra nel 1849 e Gilbert iniziò la sua carriera di scrittore. Diretto discendente della famiglia Gilbert ancora presente, con la sua discendenza, in Cornovaglia.
Il suo libro del 1866, Magic Mirror, fu illustrato dal suo talentuoso figlio.  Fra i suoi più conosciuti e popolari romanzi si possono ricordare Innominato racconti sul soprannaturale pubblicati a puntate su varie riviste, compreso Argosy, e quindi raccolte in un libro che venne edito nel 1867 con il titolo di The Wizard of the Mountain.  Questo riguardava le avventure di un enigmatico mago e astrologo chiamato  Innominato, ambientato nell'Italia del XIII secolo.
Gilbert e la moglie Ann divorziarono nel 1876, ed egli pubblicò libri ancora per poco. Nonostante Gilbert e la moglie non avessero buoni rapporti, misero al mondo altri tre figli, Jane, Maud e Florence.

## Opere
Romanzi e raccolte:
- Shirley Hall Asylum: o le Memoirs of a Monomaniac (1863)
- Doctor Austin's Guests (1866)
- The Magic Mirror: A Round of Tales for Young and Old (1866)
- The Wizard of the Mountain (1867)

Brevi racconti:
- "The Sacristan of St. Botolph" (1866)
- "The Doctor Onofrio" (1867)
- "Don Bucefalo and the Curate" (1867)
- "Fra Gerolamo" (1867)
- "The Innominato's Confession" (1867)
- "The Last Lords of Gardonal" (1867)
- "The Magic Flower" (1867)
- "The Physician's Daughter" (1867)
- "The Robber Chief" (1867)
- "The Stranger" (1867)
- "Tomas and Pepina" (1867)
- "The Two Lovers" (1867)
- "Friar Peter's Confession" (1869)
- "How Brother Ignatius Became a Monk" (1869)
- "How Brother Jonas, the Sub-Cellarer, Was Haunted by an Evil Spirit" (1869)
- "The Shrine of Santa Clara" (1869)
- "Walter, the Sub-Steward" (1869)